# Danglabergen
Danglabergen eller Tanggula Shan (kinesiska: 唐古拉山) är en bergskedja på de centrala delarna av Tibetanska högplatån.
Topografiskt ingår följande toppar i Danglabergen:
- Geladaindong  (högsta toppen)
- Tanggula Shan